# Ludwigshafener FG 03
Ludwigshafener FG 03 was een Duitse voetbalclub uit Ludwigshafen am Rhein.

## Geschiedenis
De club werd opgericht in 1903 en sloot zich aan bij de Zuid-Duitse voetbalbond. Vanaf 1908 organiseerde de bond vier competities, genoemd naar de vier windstreken, en de club speelde in de Westkreisliga. FG eindigde steevast in de middenmoot tot ze in 1912/13 gedeeld tweede werden achter VfR Mannheim.
Na de Eerste Wereldoorlog richtte de bond een nieuwe competitie in, de Paltse competitie. FG 03 eindigde twee jaar in de top 3 en dan werd de competitie geïntegreerd in de nieuwe Rijncompetitie. De competitie startte met vier reeksen die over twee seizoenen teruggebracht werden naar één reeks. FG 03 werd autoritair groepswinnaar en verloor tegen andere groepswinnaar FC Phönix Ludwigshafen over drie wedstrijden. Het volgende seizoen werd de club nog derde, maar toen de competitie nog maar uit één reeks bestond en de concurrentie moordend was volgde een degradatie in 1923/24. Na één seizoen promoveerde de club weer. Na twee middenmootplaatsen werd de club gedeeld derde in 1927/28. De nummer drie mocht nog naar de Zuid-Duitse eindronde waardoor ze een play-off speelden tegen VfR Mannheim die ze wonnen. In de eindronde werd de club samen met VfL Neckarau tweede achter FSV Frankfurt. Het volgende seizoen degradeerde de club weer en slaagde er nu niet meer in terug te keren op het hoogste niveau.
De club fuseerde in mei 1938 met SC Germania Ludwigshafen en MTV 1882 Ludwigshafen en werd zo TuRa 1882 Ludwigshafen.